# Rallidens
Rallidens is een geslacht van haften (Ephemeroptera) uit de familie Rallidentidae.

## Soorten
Het geslacht Rallidens omvat de volgende soorten:
- Rallidens macfarlanei